# روبی (آلبوم جنی)
روبی (انگلیسی: Ruby) نخستین آلبوم انفرادی استودیویی خواننده و رپر اهل کره جنوبی، جنی است. این آلبوم در ۷ مارس ۲۰۲۵ از طریق ناشر موسیقی خودش، آد آتلیه و کلمبیا رکوردز منتشر شد. این آلبوم نخستین انتشار انفرادی او پس از جدایی از وای‌جی انترتینمنت و اینترسکوپ رکوردز در سال ۲۰۲۳ است. جنی با تعدادی از همکاران، از جمله ال گوئینچو، دیپلو و مایک ویل مید ایت «روبی» را نوشت و تولید کرد. این آلبوم که از پانزده قطعه تشکیل شده است، دارای همکاری با چایلدیش گامبینو، دوچی، دومینیک فایک، اف‌کی‌جی، دوآ لیپا و کالی اوچیس است. با بررسی ژانرهایی مانند پاپ، هیپ هاپ و آر اند بی، موضوع آلبوم حول روابط، تأثیر و موفقیت جنی است.
«مانترا» به عنوان تک‌آهنگ آغازین این آلبوم در ۱۱ اکتبر ۲۰۲۴ منتشر شد و یک موفقیت تجاری بود. این ترانه به پنج آهنگ برتر جدول بیلبورد ۲۰۰ گلوبال ایالات متحده و جدول دیجیتال سرکل کره جنوبی رسید.

## فهرست آهنگ‌ها
| فهرست آهنگ‌های روبی | فهرست آهنگ‌های روبی                                    | فهرست آهنگ‌های روبی                                                                                       | فهرست آهنگ‌های روبی                           | فهرست آهنگ‌های روبی |
| شماره              | نام                                                   | نویسنده(ها)                                                                                              | تهیه‌کننده(ها)                                | مدت                |
| ------------------ | ----------------------------------------------------- | --- | -------------------------------------------- | ------------------ |
| ۱.                 | «اینترو: جین» (با اف‌کی‌جی)                             | جنی وینسنت فنتون                                                                                         | اف‌کی‌جی                                       | ۱:۳۸               |
| ۲.                 | «مثل جنی»                                             | جنی تیلا پارکس آماندا "کیدو ای.آی" ایبانز زیکو توماس پنتز خورخه آلفونسو سینیور                           | دیپلو Leclair خورخه                          | ۲:۰۳               |
| ۳.                 | «شروع یه جنگ»                                         | جوناس جبرگ راموس سوگرن جلی دورمن کوک هارل                                                                | جبرگ سوگرن سم هومی دورمن [الف]               | ۲:۴۵               |
| ۴.                 | «هندل‌بارز» (با همکاری دوآ لیپا)                       | لیپا راب بایزل ایمی آلن بریتانی آمارادیو جیمز گیلب                                                       | بایزل ایدو زمیشلانی                          | ۳:۰۴               |
| ۵.                 | «With the IE (Way Up)»                                | جنی دواین آبرناتی جی‌آر. دورمن خوزه فرناندو آربکس میرو                                                    | دم جوینتز                                    | ۲:۴۳               |
| ۶.                 | «اکسترال» (با همکاری دوچی)                            | جنی جیلا هیکمون آبرناتی الکسیس آندریا بوید سورانا پاکورار                                                | دم جوینتز                                    | ۲:۴۷               |
| ۷.                 | «مانترا»                                              | جنی بیلی والش جامپا کلودیا والنتینا ال کمپبل دورمن سربن کازان زیکی                                       | ال گینچو کازان دورمن جامپا                   | ۲:۱۶               |
| ۸.                 | «خماری عشق» (با همکاری دومینیک فایک)                  | فایک کارلی گیبرت زمیشلانی بلیز ریلی مگان بولو دوین ورکمن                                                 | جنی زمیشلانی                                 | ۳:۰۰               |
| ۹.                 | «ذن»                                                  | جنی دورمن اشتون هوگان بیبی بورلی کرستن اسپنسر                                                            | پلاس                                         | ۳:۲۱               |
| ۱۰.                | «Damn Right» (با همکاری چایلدیش گامبینو و کالی اوچیس) | جنی دونالد گلاور کارلی-مارینا لوآیزا جین دی جونیور Samuel Gloade مایکل ویلیامز دوم بورلی آریووا ایروسوگی | تروبیتز 30 Roc مایک ویل مید ایت              | ۳:۵۰               |
| ۱۱.                | «اف.تی.اس.»                                           | جنی هوگان بورلی گیبرت کریستوفر نیولین                                                                    | پلاس گیج                                     | ۲:۳۲               |
| ۱۲.                | «فیلتر»                                               | بوید پاکورار آبرناتی کارمن ریز                                                                           | دم جوینتز                                    | ۲:۳۱               |
| ۱۳.                | «شهر سئول»                                            | جنی مایلز هریس برایلین بومن زریوس گیتن ویلیامز بورلی گیبرت                                               | مانی‌گو‌فور‌مایلز ریسورس زریوس مایک ویل مید ایت | ۲:۴۴               |
| ۱۴.                | «استارلایت»                                           | جنی هوگان آرمل پاتر ویلیامز بورلی ایروسوگی                                                               | پلاس ملز مایک ویل مید ایت                    | ۲:۴۸               |
| ۱۵.                | «دوقلو»                                               | جنی بورلی نیولین ویلیامز                                                                                 | گیج مایک ویل مید ایت                         | ۳:۲۸               |
| مجموع مدت:         | مجموع مدت:                                            | مجموع مدت:                                                                                               | مجموع مدت:                                   | ۴۱:۳۰              |

یادداشت‌ها
- ^  به معنای یک تهیه‌کننده‌ی مشترک است.
- نسخه‌های سی‌دی آلبوم دارای ترتیب فهرست آهنگ‌های جایگزین هستند و نسخه‌های انفرادی «هندل‌بارز»، «اکسترال»، «لاو هنگ‌اور» و «دمن رایت» را به جای نسخه‌های اصلی دارند.[۱]
- در نسخه‌های کلین آلبوم، "اف.تی.اس"  از فهرست آهنگ حذف شده است.
- "With the IE (Way Up)" شامل نمونه‌ای(سمپلی) از "Hi-Jack"، نوشته  خوزه فرناندو آربکس میرو و اجرای باراباس است.

## تاریخچه انتشار
| منطقه | تاریخ       | فرمت(ها)                        | ناشر            | منابع |
| ----- | ----------- | ------------------------------- | --------------- | ----- |
| مختلف | ۷ مارس ۲۰۲۵ | سی‌دی کاست دانلود دیجیتال استریم | آد آتلیه کلمبیا | [ ۲ ] |